# Az ügyefogyott
Az ügyefogyott (alternatív cím: A fajankó, eredeti cím: Le Corniaud)  1965-ben bemutatott francia–olasz filmvígjáték Louis de Funès és Bourvil főszereplésével Gérard Oury rendezésében.

## Cselekménye

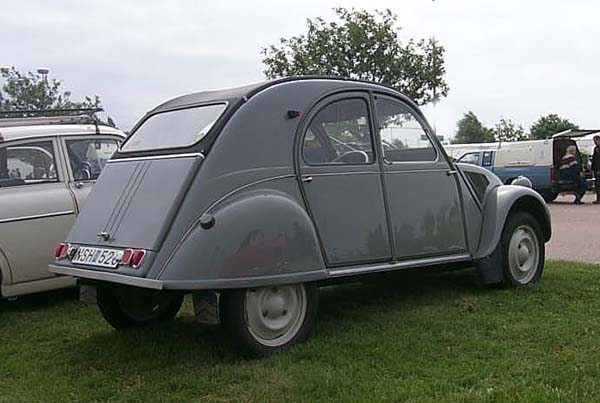
Egy Citroën 2CV

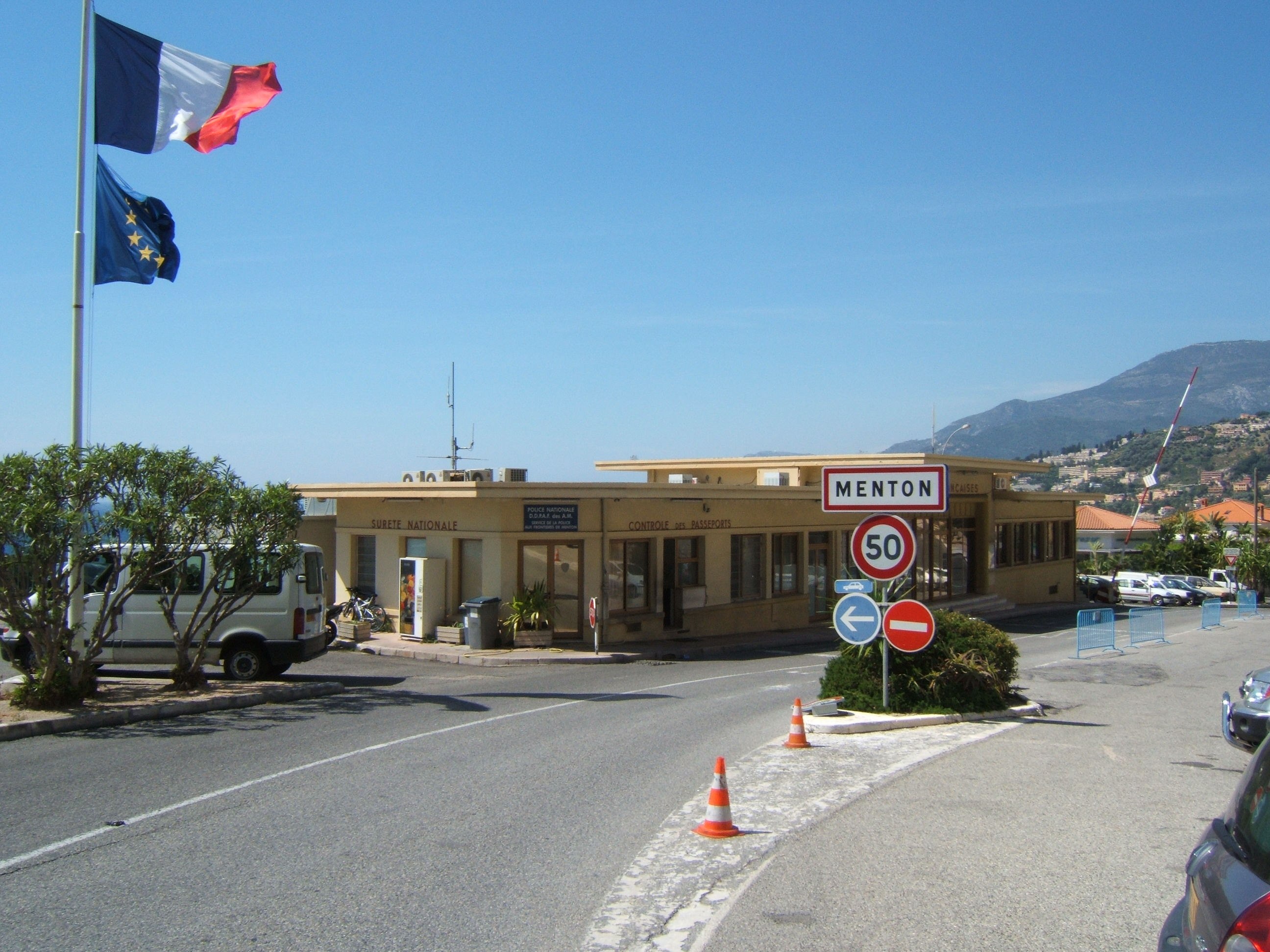
A filmben megjelenő határátkelő, Menton (Alpes-Maritimes)

Antoine Maréchal (Bourvil) nyaralni indul Olaszországba párizsi otthonából, azonban alighogy elindul, Citroën 2CV autójába hajt egy Bentley, amit Léopold Saroyan igazgató vezet (Louis de Funès). A Citroën darabokra esik; Antoine nem sérül meg, de nagyon fel van háborodva a tönkrement nyaralás miatt. Léopold Saroyan egy névjegyet hagy nála, majd másnap reggel az irodájába hívatja. Mivel ő egy nemzetközi export-import vállalat igazgatója, felajánlja Antoine-nak, hogy fájdalomdíjként a cég költségén repülővel elutazik Nápolyba, és onnan egy 1964-es Cadillac Eldorado autóval Bordeaux-ig utazik. A cég még szállásról is gondoskodik, és bőkezű zsebpénzt biztosít számára. Antoine rövid gondolkodás után elfogadja a nagylelkű gesztust. Azonban Saroyan nem ilyen önzetlen, ugyanis a gépkocsi alkatrészeiben rablásból származó arany, heroin, valamint gyémántok vannak elhelyezve. Antoine-ra azért esett Saroyan választása a futár szerepére, mert úgy gondolja, hogy őrá nem gyanakodnak majd a vámosok. Ez így is történik, azonban Antoine annyira ügyefogyott (innen a film címe), hogy már az első pár méteren összetöri a kocsi lökhárítóját (ami színaranyból van). Az autószervizben a szerelő hamar rájön, hogy aranyból van a lökhárító, és egy kis szerencsével kicseréli közönséges anyagúra.
Saroyan a biztonság kedvéért embereivel követi a Cadillac-et. Azonban a különleges autót egy bűnbanda is figyelemmel kíséri, akik már Párizsban megszerezték Saroyan hevenyészett rajzát az autóról, amin megjelölte az egyes anyagok helyét. Több alkalommal megkísérlik megszerezni az autót, és eközben verekedéstől, lövöldözéstől sem riadnak vissza.
Az utazás során az egyes elrejtett értékek sorban eltűnnek: az arany lökhárító egy nápolyi autószervizben, a heroint a sárhányóból egy lövöldözésben keletkezett lyukon kifújja a menetszél, az akkumulátorba rejtett gyémántokat pedig a rossz akkumulátorral együtt maga Antoine dobja a tengerbe egy szerelő tanácsára.
Antoine nem olyan ostoba, mint amilyennek kinéz: rájön az autó titkaira, és egymás után két hölggyel is megismerkedik. Amikor lerázza Saroyant és a bűnbanda el akarja rabolni tőle az autót, felfedi előttük, hogy az elrejtett kincsek már nincsenek a kocsiban. Miután megérkezik Carcassonne-ba, Saroyant és embereit egy csendőr ismerőse és emberei segítségével sorban kelepcébe csalja, még az őt üldöző rendőröket is, akik azt hiszik, hogy ő is Saroyan embere.
Párizsba visszaérve a Cadillec-kel Antoine egy kirakatba hajt bele, amikor a rendőrség oldalról egy személyautóval nekimegy. Antoine ekkor rájön, hogy a híres „ju-dun-dun” gyémánt az autó kormánykerekének közepébe van elrejtve, ezért ragadt be a duda több alkalommal útközben.
Saroyant és Antoine-t is letartóztatják, ők azonban jól szórakoznak a rendőrkocsiban: Saroyan elmondja, hogy Antoine 100 milliós jutalmat fog kapni a biztosítótól, hiszen megtalálta a híres gyémántot. Antoine pedig beismeri, hogy eddig sem haragudott, hiszen az út során sok élménnyel lett gazdagabb.

## Szereposztás
| Szerep                              | Színész             | Magyar hang               | Magyar hang               |
| Szerep                              | Színész             | 1. magyar szinkron (1989) | 2. magyar szinkron (1998) |
| ----------------------------------- | ------------------- | ------------------------- | ------------------------- |
| Antoine Maréchal, a balfék          | Bourvil             | Makay Sándor              | Bezerédi Zoltán           |
| Léopold Saroyan, igazgató és bűnöző | Louis de Funès      | Haumann Péter             | Balázs Péter              |
| Mickey, a dadogós bűnöző            | Venantino Venantini | Ujréti László             | Kocsis György             |
| Saroyan nagydarab embere            | Jacques Ferrière    | Kránitz Lajos             | Németh Gábor              |
| Ursula, a naturista                 | Beba Lončar         | Sáfár Anikó               | Biró Anikó                |
| Gina, olasz manikűrös               | Alida Chelli        | Kiss Erika                | Náray Erika               |
| Lino                                | Lando Buzzanca      | Kristóf Tibor             | Rosta Sándor              |
| Tagliella, autószerelő              | Saro Urzì           | Surányi Imre              | Botár Endre               |
| Saroyan üzlettársai                 | Henri Virlojeux     | Versényi László           | Holl Nándor               |
| Saroyan üzlettársai                 | Jean Meyer          | Perlaki István            | Orosz István              |
| Saroyan üzlettársai                 | Jacques Eyser       | Dobránszky Zoltán         | Végh Ferenc               |
| Fővámtiszt                          | Jack Ary            | Kisfalussy Bálint         | Koroknay Géza             |
| Martial                             | Henri Génès         | Dengyel Iván              | ?                         |
| Luigi                               | Guy Delorme         | ?                         | ?                         |
| Mario Costa                         | Pierre Roussel      | Varga T. József           | Csonka András             |

## Forgatási helyszínek
- Franciaország: Párizs, Bordeaux, Carcassonne
- Olaszország: Róma, Nápoly, Pisa

## Érdekesség
- A képminőséget feljavították a DVD-kiadásra.
- Saroyan egy 1960-as zöld Jaguar Mk.II gépkocsiban követi Antoine-t.[4]

## Fordítás
- Ez a szócikk részben vagy egészben  a   Le Corniaud című angol Wikipédia-szócikk fordításán alapul.  Az eredeti cikk szerkesztőit annak laptörténete sorolja fel. Ez a jelzés csupán a megfogalmazás eredetét és a szerzői jogokat jelzi, nem szolgál a cikkben szereplő információk forrásmegjelöléseként.